# 1928年美国总统选举
1928年美国总统选举（United States presidential election of 1928）于1928年11月6日举行。

## 候选人

### 共和党

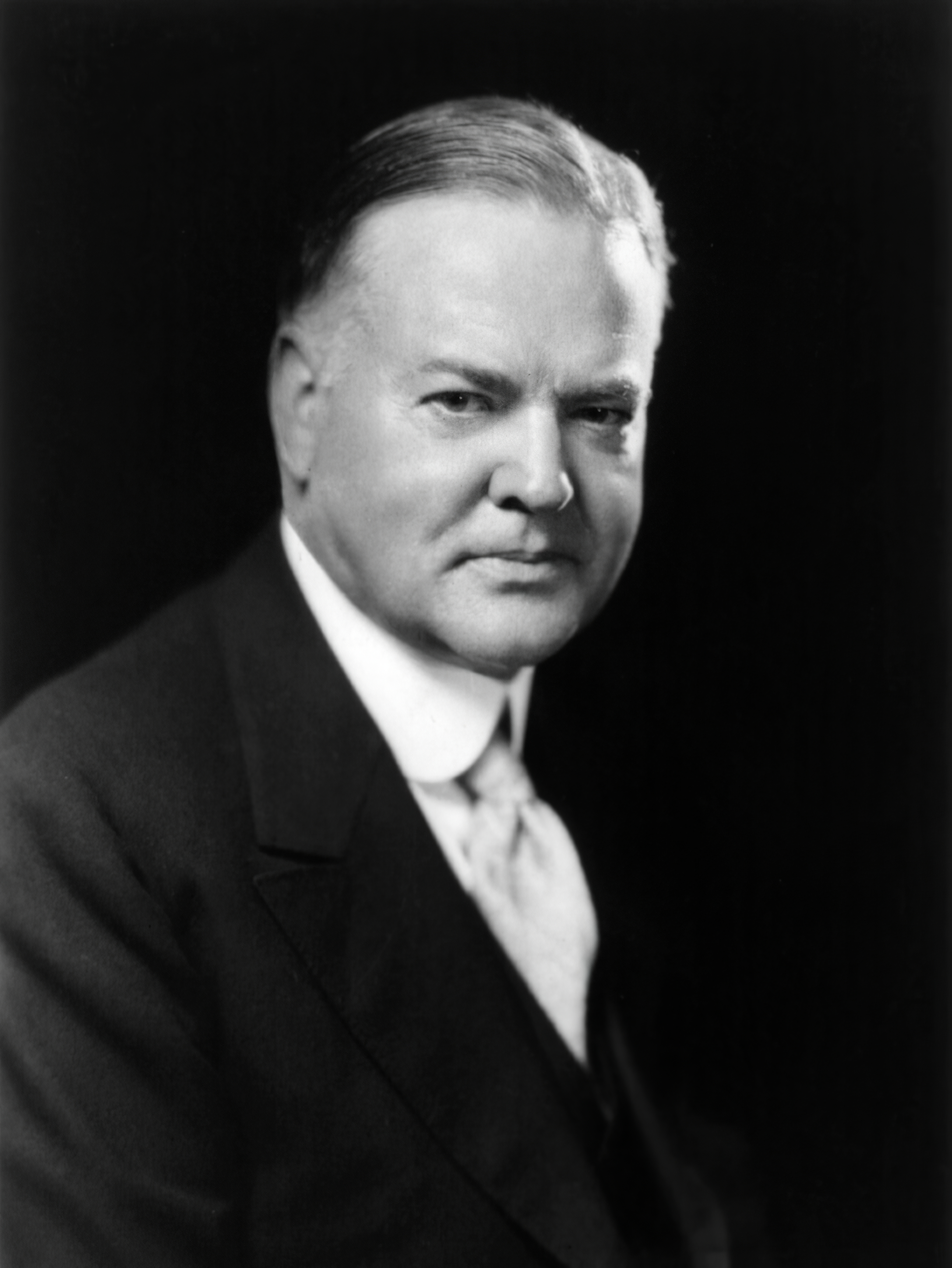
美国商务部长赫伯特·胡佛，加利福尼亚州
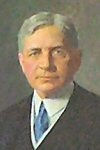
前伊利诺伊州州长弗兰克·奥伦·洛登，伊利诺伊州
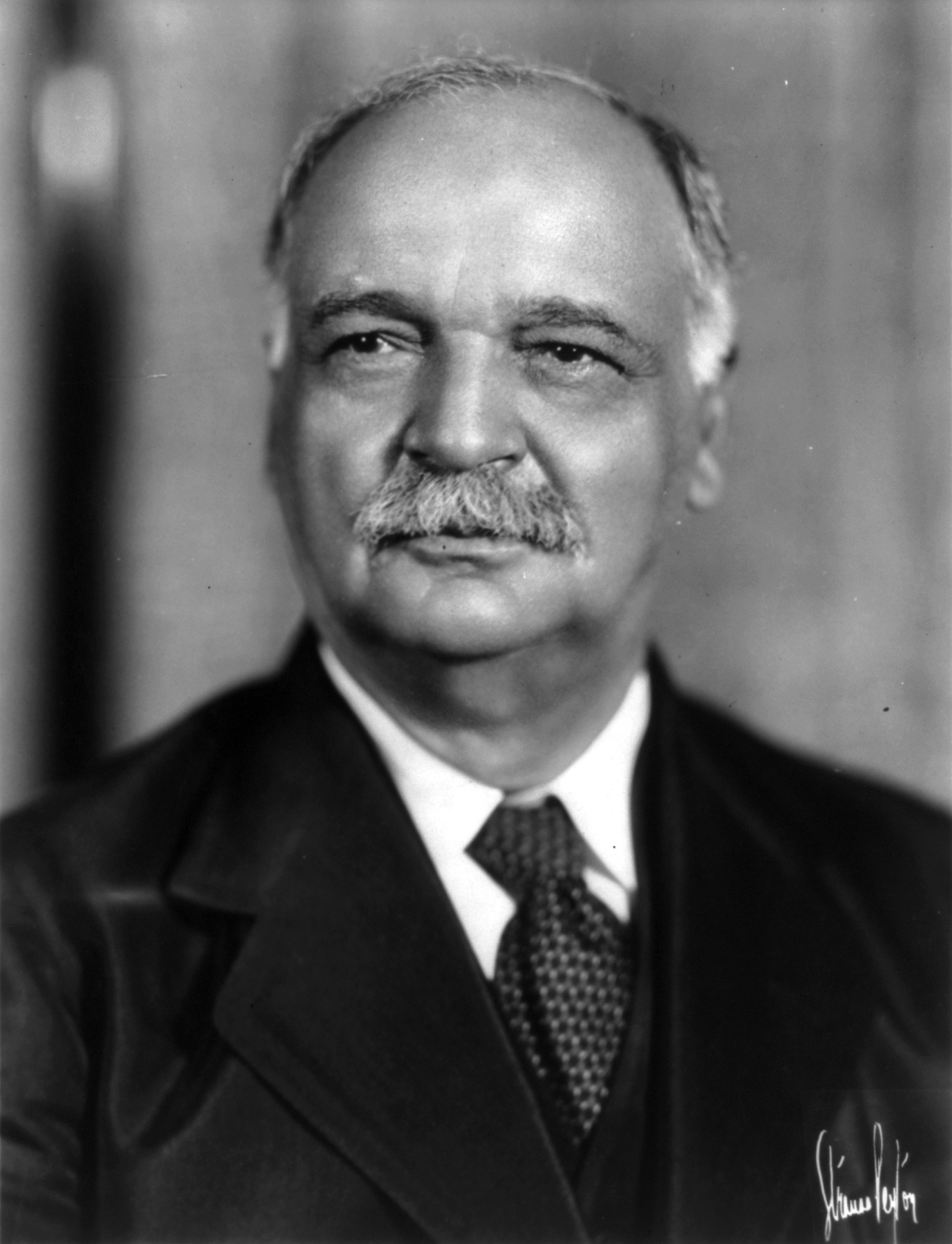
美国参议院议员查尔斯·柯蒂斯，堪萨斯州

共和党最终总统候选人和副总统候选人：赫伯特·胡佛、查尔斯·柯蒂斯

### 民主党

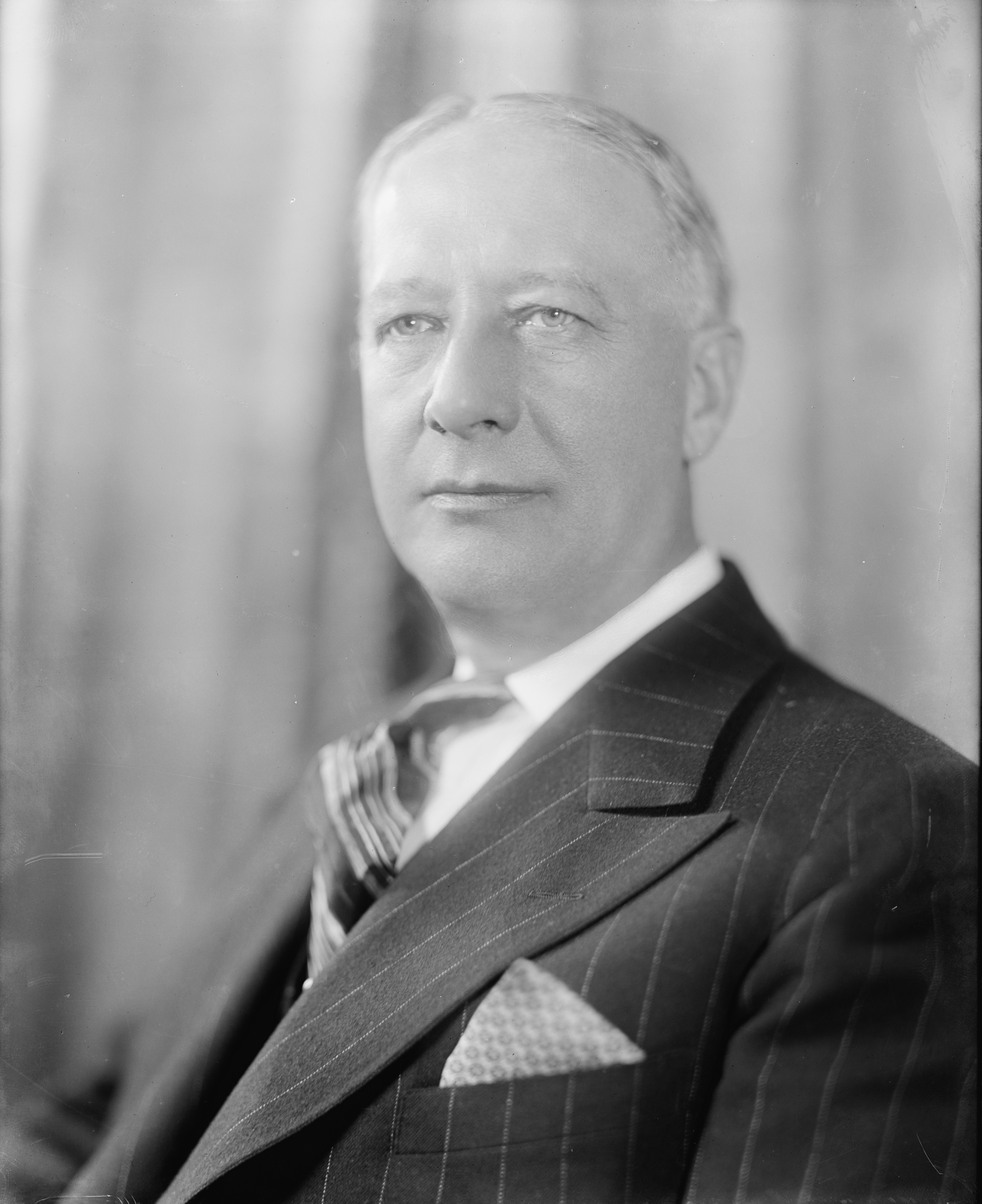
纽约州州长阿尔·史密斯，纽约州
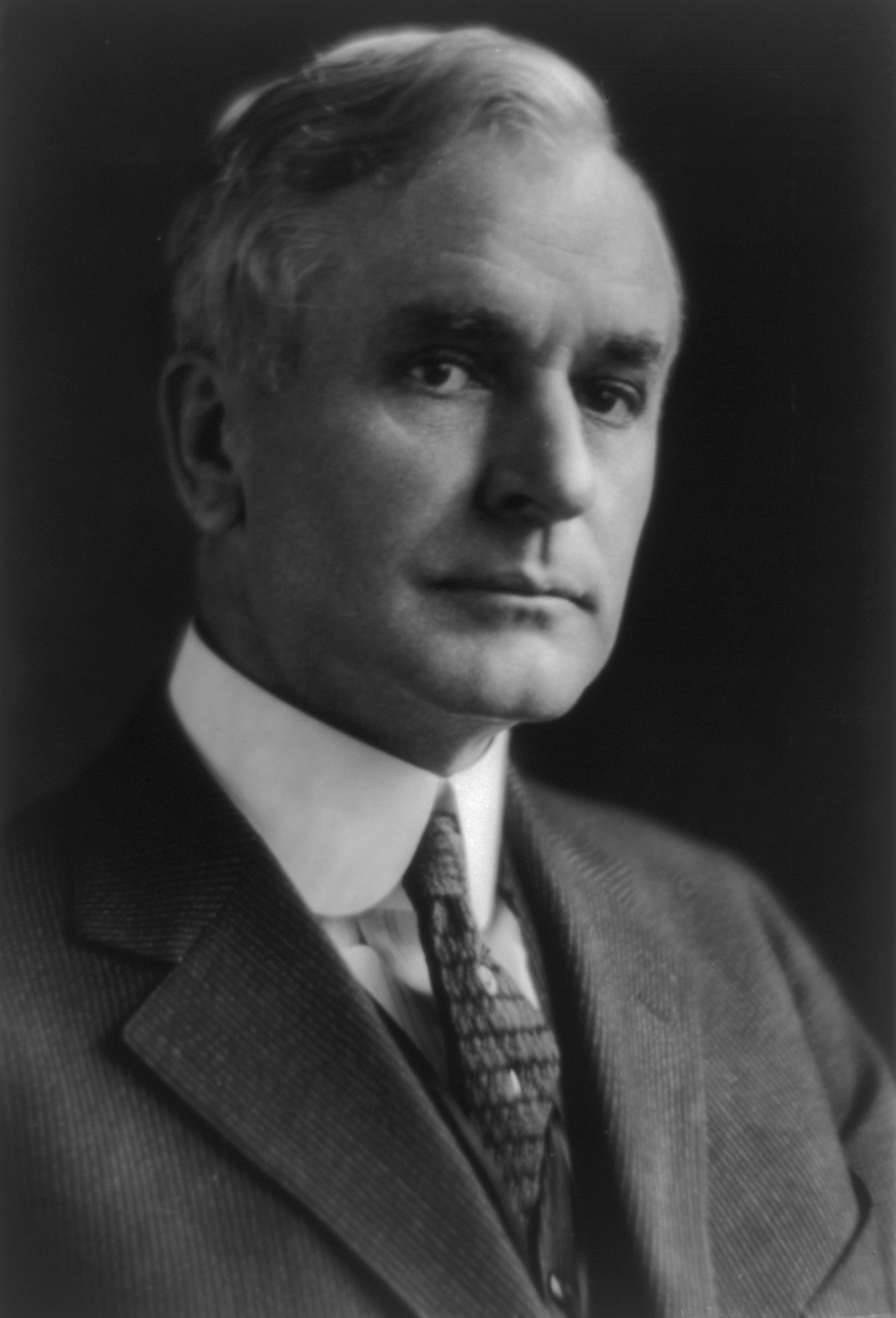
美国众议院议员科德尔·赫尔，田纳西州
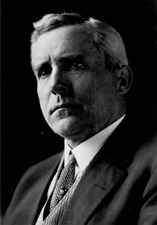
美国参议院议员詹姆斯·A·里德，密苏里州

民主党最终总统候选人和副总统候选人：阿尔·史密斯、约瑟夫·泰勒·鲁滨逊

## 選舉結果
本次選舉，由共和黨的胡佛勝選。

## 軼事
1928年胡佛競選美國總統時，有政敵指摘他在中國的時候曾以不甚合法的手段大肆斂財。為此，胡佛的中國友人唐紹儀從中國發出一封電報，證明胡佛的清白。